# Тектоническая дислокация

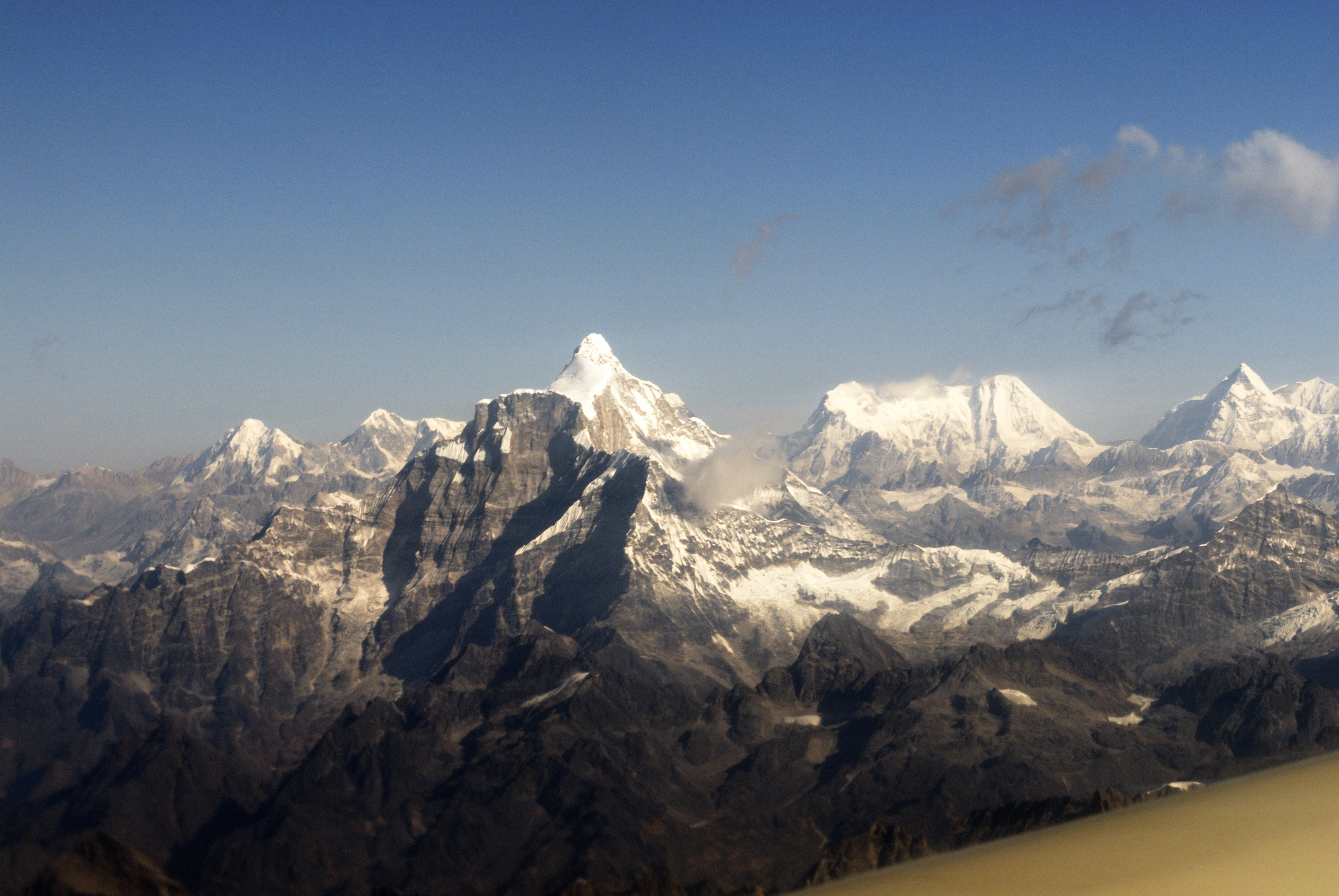
Пик Gauri Shankar в Гималаях (7134 m)

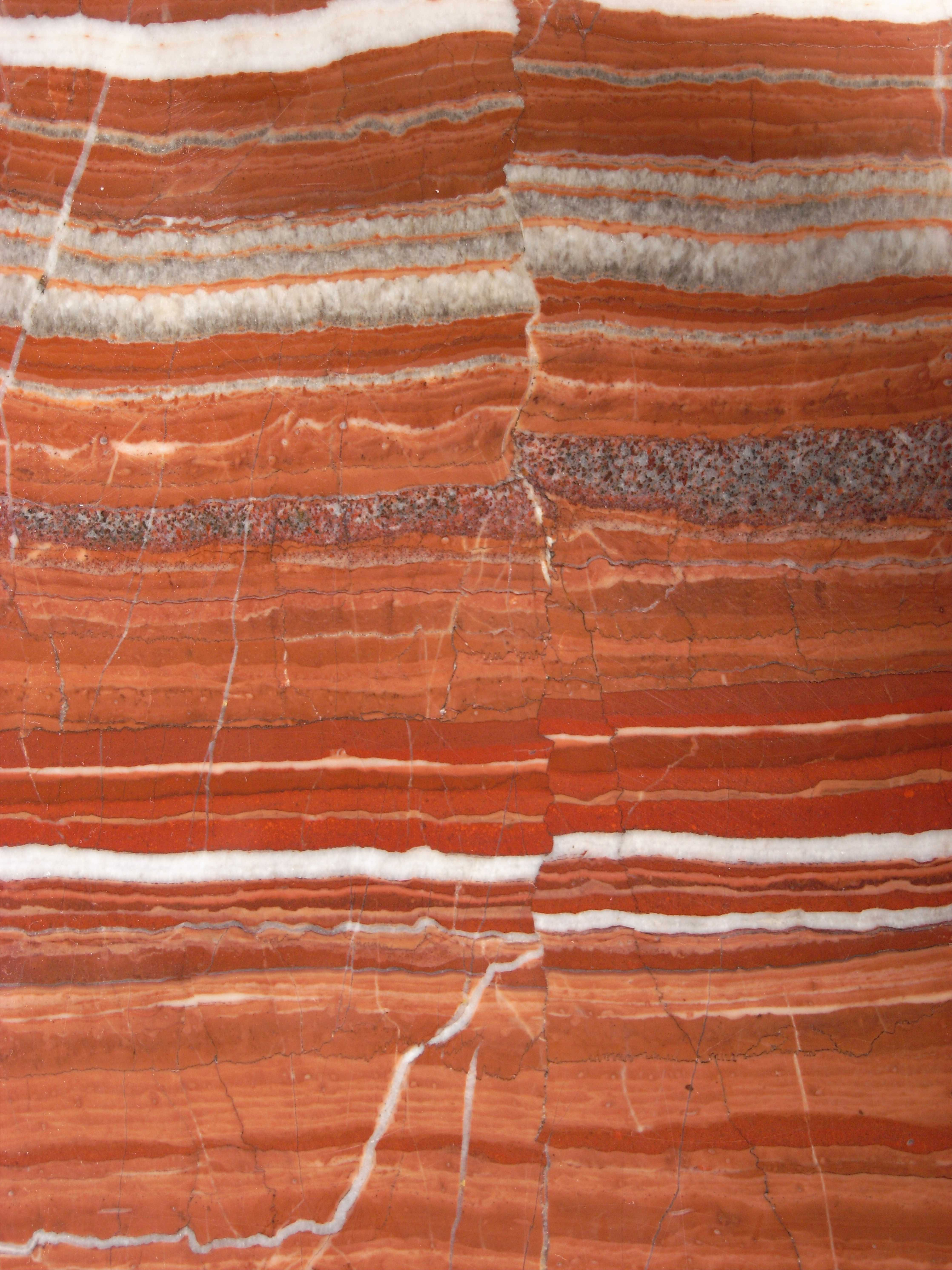
Пример микродизъюнктива в кальците. В аншлифе хорошо видно вертикальное смещение слоёв.

Тектонические дислокации (от позднелат. dislocatio — смещение, перемещение) — это нарушение залегания горных пород под действием тектонических процессов. Тектонические дислокации связаны с изменением распределения вещества в гравитационном поле Земли. Они могут происходить как в осадочной оболочке, так и в более глубоких слоях земной коры.
Различают два вида тектонических дислокаций:
- пликативные, которые выражаются в изгибах слоёв различных масштабов и формы, и
- дизъюнктивные (разрывные), которые сопровождаются разрывом сплошности геологических тел.

Кроме этого выделяют также иньективные тектонические дислокации, которые подразделяют на магматические, представленные интрузивными телами различной формы и состава, и амагматические (соляные, глиняные и «ледяные» диапиры).
Образование тектонических дислокаций происходило на протяжении всей геологической истории. В качестве типичных примеров тектонических дислокаций можно привести складки, флексуры, разломы, интрузии и т.р.
Тектонические дислокации всех видов — главные движущие силы горообразования (орогенеза). Складчатые горные сооружения, или, что менее точно — геосинклинали (в широком смысле этого слова), геосинклинальные системы, в современной научной литературе часто заменяется более точным термином «ороген», то есть горное сооружение, достигшее заключительной стадии своего геологического развития в тектонически подвижных зонах земной коры. Именно эта стадия, суть которой заключается преимущественно в сочетании восходящих движений коры на фоне тектонических дислокаций и вулканизма, — заключительный этап возникновения гор преимущественно складчатого типа.
К таким складчатам областям, осложнёнными тектоническими нарушениями, шарьяжами, относили молодую Альпийскую складчатую область, возрождённые горы Алтае-Саянской горной области, Большой Кавказский антиклинорий и др.

## Дизъюнктивные дислокации

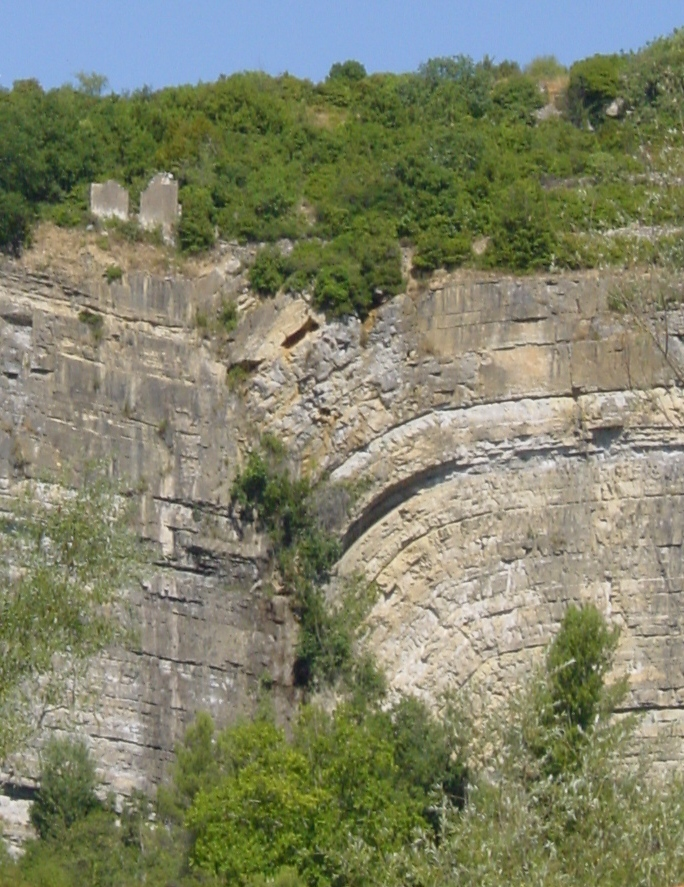
Тектонический разрыв с небольшим сбросом. Франция, 5 августа 2007 года.

Дизъюнктивные дислокации (от лат. disjunctivus — разделительный) — это разрывы сплошности горных геологических тел. «Дизъюнктивная (разрывная) деформация» — это общий термин для трещин, разрывов и разломов. Разрывные дислокации могут происходить без вертикальных смещений блоков горных пород относительно друг друга (разрывы, трещины). Наиболее контрастны разрывы со смещениями в виде сбросов, взбросов, сдвигов, надвигов, тектонических покровов (шарьяжей) и раздвигов. По отношению к складчатым геологическим структурам дизъюнктивные дислокации бывают краевыми (граничными), внутренними и сквозными. По глубине проявления они подразделяются на приповерхностные и на глубинные. Последние рассекают земную кору и верхнюю мантию. Именно такие дислокации обычно служат каналами выхода мантийного вещества на земную поверхность (вулканизм), или внедрение магмы между слоями осадочных горных пород на глубине (интрузивный магматизм).
Некоторые специалисты выделяют дизъюнктивные деформации нетектонического происхождения. Таковыми являются деформации, возникающие при сокращении объёма породы, выветривании, оползней, падения метеоритов и т. п.

## Пликативные деформации

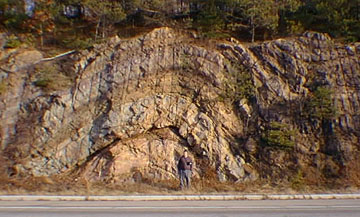
Пример пликативной дислокации — антиклинальная складка. Северная Америка, Нью-Джерси, 8 августа 2005 года.

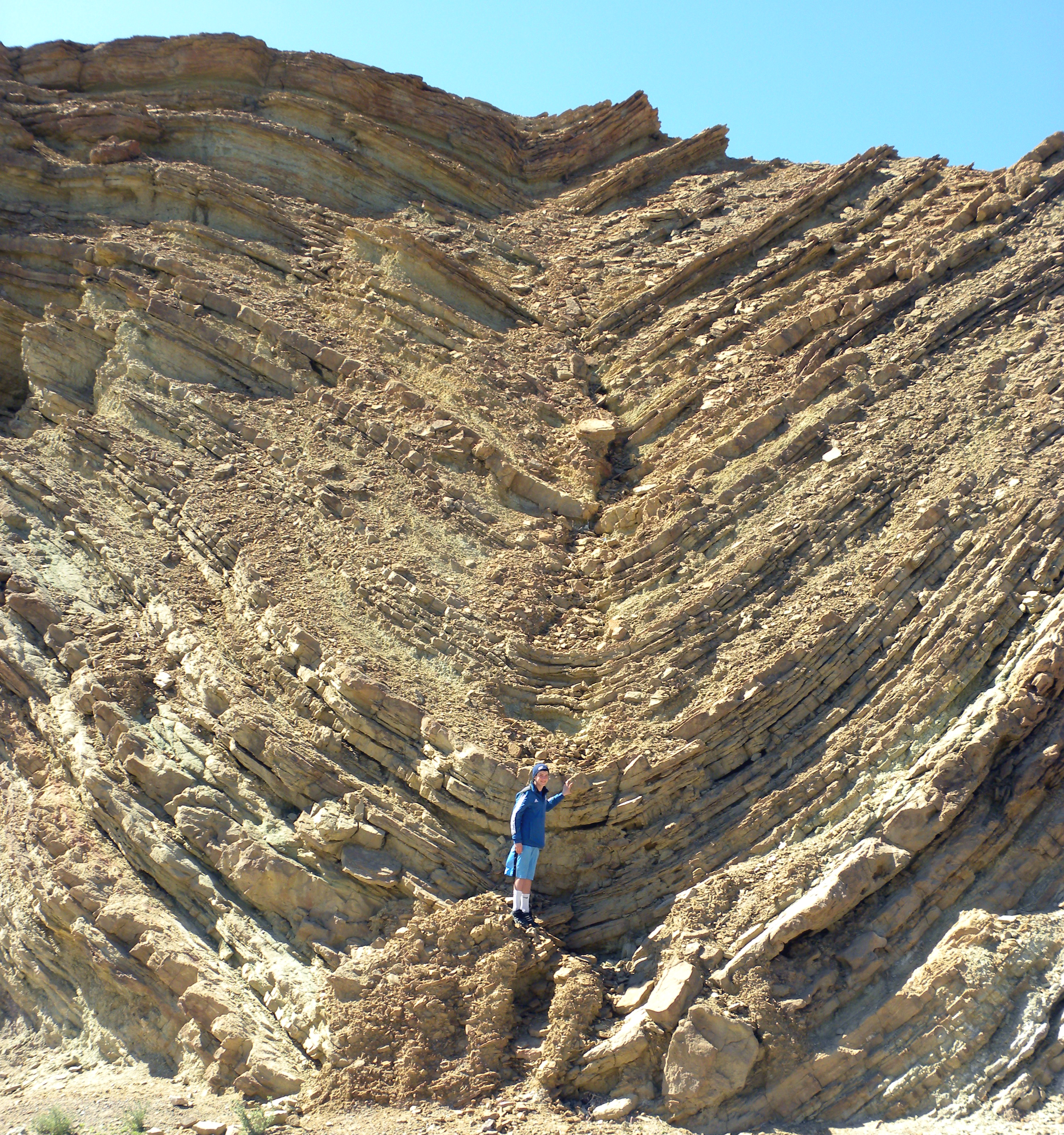
Синклинальная складка, Калифорния, 9 марта 2010 года.

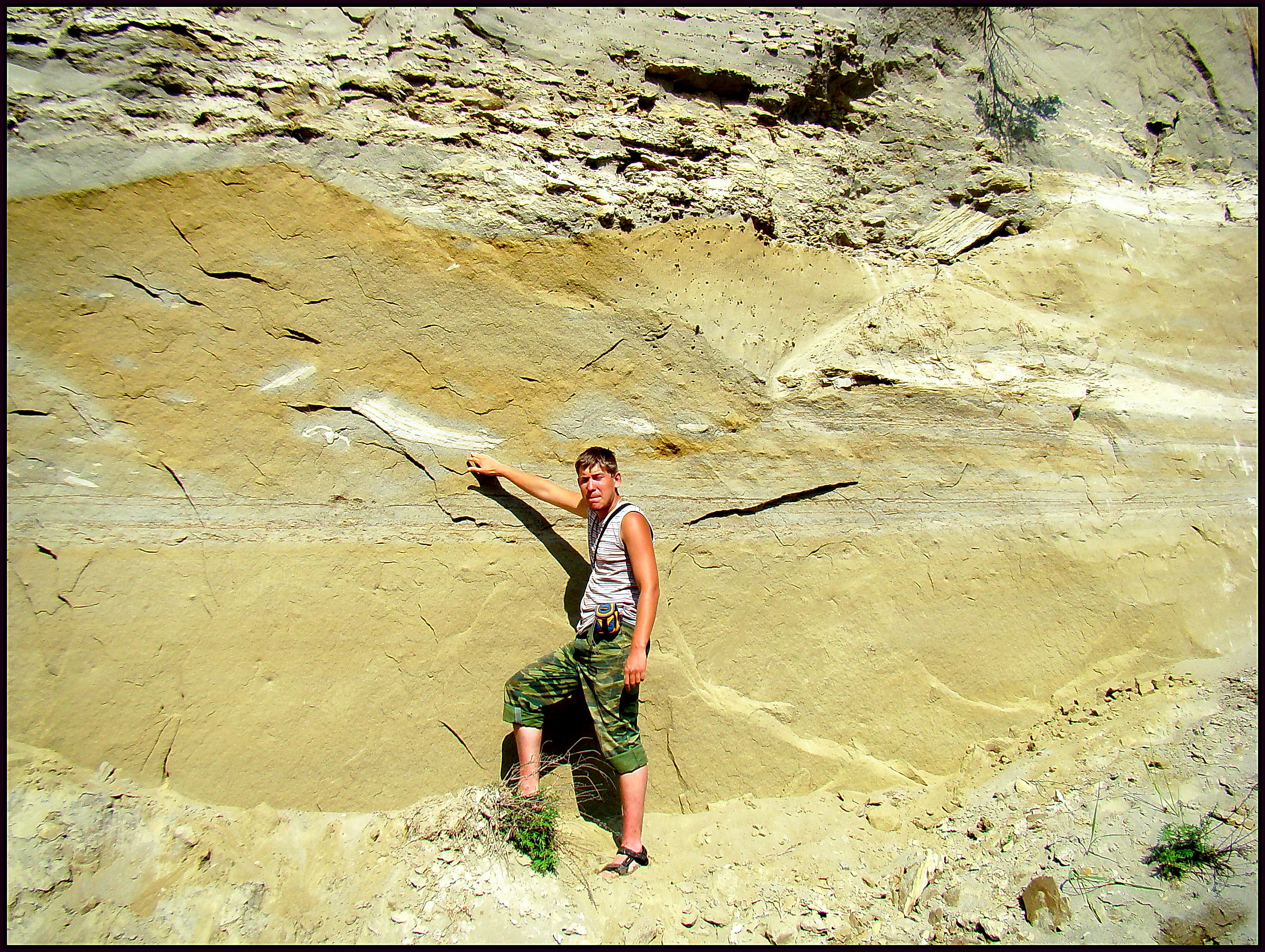
Дислокации первоначально субгоризонтально залегающих озёрных песчанистых глин, возникшие в результате подводных оползней и, возможно, стресса позднее двигающихся здесь ледниковых льдов. Хорошо видны разорванные слои ленточноподобных глин.Разрез Беле, Алтайские горы. Август 2010.

Пликативные нарушения (от лат. plico — складываю) — нарушения первичного залегания горных пород (то есть, собственно дислокация), которые приводят к возникновению изгибов горных пород различных масштабов и формы без разрыва их сплошности (связности). Пликативные нарушения также часто называют складчатыми, потому что главной разновидностью связных нарушений являются разнообразные складки горных пород.
Этот термин, однако, не охватывает всех видов связных нарушений, так как среди них имеются так же и нарушения другого типа, например — разлинзование.
Причиной пликативных нарушений могут быть эндогенные процессы, которые связаны с деятельностью глубинных сил Земли (тектонические, магматические, обусловленные различными проявлениями гравитации и др.)). Бывают пликативные нарушения, связанные и с экзогенными процессами, например с оползнями, нагнетающим движениями глетчерных льдов (гляциодислокация) и другими нетектоническими причинами.
Однако основное значение в проявлении пликативных дислокаций имеют все же тектонические процессы, в частности, явления горизонтального сжатия, возникающие при сближении (субдукции, коллизии) литосферных плит.

## Рельефообразующая роль тектонических дислокаций

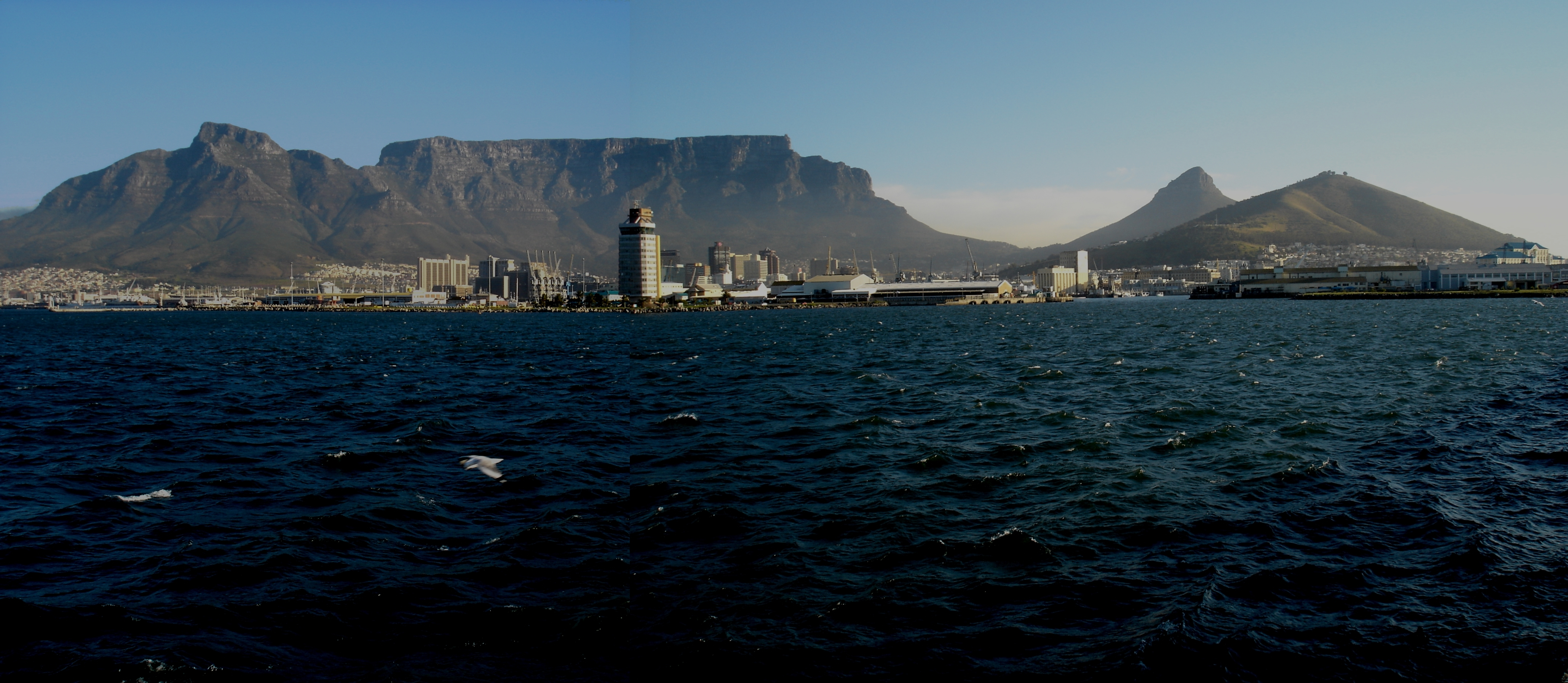
Знаменитая Столовая гора в Южной Африке, с которой можно увидеть одновременно Индийский и Атлантические океаны. Кейптаун, 18 августа 2004 года.

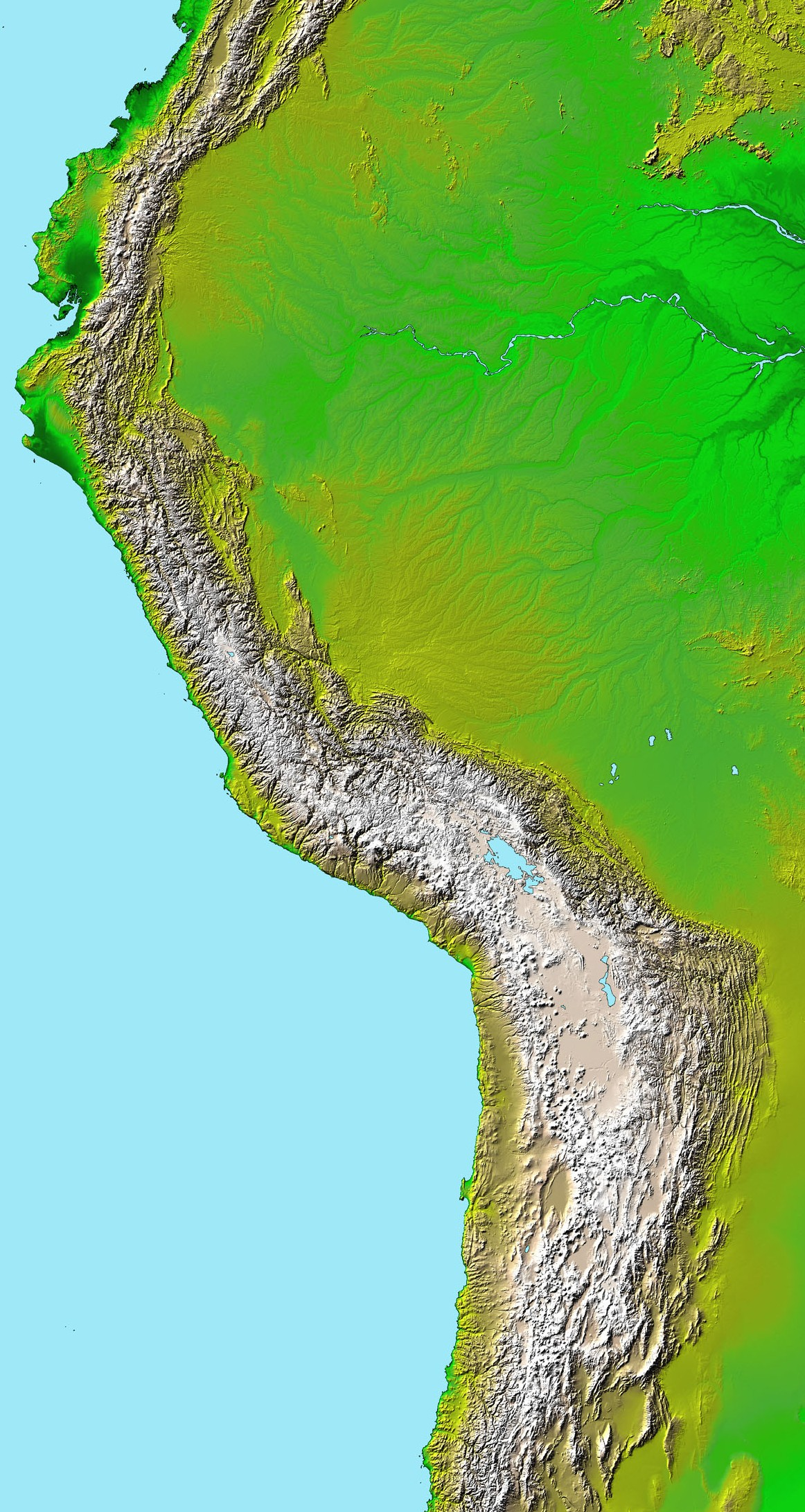
Анды — возрождённые горы, воздвигнутые новейшими поднятиями на месте так называемого Андского (Кордильерского) складчатого геосинклинального пояса; Анды являются одной из крупнейших на планете систем альпийской складчатости (на палеозойском и отчасти байкальском складчатом фундаменте). Протяженность системы — более 9000 км при ширине около 500 км.

Эта роль велика, или, в планетарном масштабе, даже является доминирующей, поскольку тектонические движения в целом формируют не только отдельные типы и формы мезо- и макрорельефа (горные хребты и межгорные впадины, тектонические уступы и т. п.), но и формы мегарельефа (окраинные горные цепи, глубоководные желоба, срединно-океанические хребты) и так называемые планетарные формы рельефа — континенты и их элементы (многокилометровые континентальные склоны) и океанические впадины.
В элементарных случаях антиклинали и синклинали находят своё прямое отражение в рельефе, то есть первым соответствуют возвышенности, а вторым — понижения. Иногда история геологического развития территории и литология горных пород, слагающие собранные в складки слои, приводят к обратному результату. В этих случаях на поверхности возникает так называемый инверсионный (обращенный) рельеф. Небольшие и простые по строению складки выражаются в рельефе в виде невысоких и относительно симметричных горных хребтов (например, Терский и Сунженский хребты северного склона Большого Кавказа). Более крупные и сложные по внутреннему строению складчатые структуры — антиклинории и синклинории — выражены в рельефе в виде крупных хребтов и разделяющих их понижений (Главный и Боковой хребты на Кавказе, Каратау и Актау на Мангышлаке, Курайский и Северо-Чуйский — на Алтае и так далее). И наконец, наиболее крупные складчатые сооружения, состоящие из нескольких антиклинориев и синклинориев называются мегаантиклинориями. Они имеют облик горной страны и относятся к мегаформам рельефа.
Разрывные дислокации также прямо или опосредованно отражены в рельефе. Так, геологически молодые сбросы или надвиги морфологически часто выражены уступами (эскарпами) топографической поверхности. Высота этих уступов обычно отражает величину вертикального смещения блоков земной коры. При серии сбросов или взбросов, если блоки смещены в одном направлении, образуется ступенчатый рельеф, а если в различных — то возникают глыбово-тектонические или сбросово-глыбовые горы. С позиций структурных особенностей перемещенных блоков различают столовые глыбовые и складчато-глыбовые горы. Столовоглыбовые горы возникают на участках первичной не дислоцированной в складки горизонтально или моноклинально залегающих осадочных пластов. Примером таких гор является Столовая Юра, а также знаменитые столовые горы Южной Африки. Складчатые глыбовые горы возникают на месте часто пенепленизированных древних складчатых структур — Алтай, Саяны и т. д
По занимаемой на земной поверхности площади глыбовые горы не уступают складчатым. Да и сами складчатые горы обычно сильно осложнены разрывной тектоникой. Обособление антиклиналей (антиклинориев) и синклиналей (синклинориев) обычно сопровождается формированием ограничивающих разломов. В результате образуются горст-антиклинали (горст-антиклинории) или грабен-синклинали (грабен-синклинории), которые в большинстве случаев и определяют внутреннюю структуру складчато-глыбовых гор.
Трещины и разломы в земной коре обычно служат также линейными первичными понижениями для заложения эрозионной сети. Крупнейшие водотоки мира часто наследуют тектонические разломы. Наиболее характерные примеры это системы глубинных сквозных тектонических дислокаций речного бассейна Кама - Волга, реки Иордан. Системы разломов могут также определять и очертания береговых линий морей и океанов (Синайский полуостров, рифтовая впадина Красного моря и т. п.).
Наконец, вдоль линий дизъюнктивных дислокаций часто наблюдаются выходы магматических пород (вулканизм различного типа), горячих и минеральных источников.